# Elliptische functie
In de functietheorie, een deelgebied van de wiskunde, is een elliptische functie ruwweg een complexe transformatie die in twee richtingen periodiek is. Elliptische functies kunnen met de goniometrische functies worden vergeleken, die maar een periode hebben. De elliptische functies werden ontdekt als de inverse functies van de zogenaamde elliptische integralen.

## Definitie
Een elliptische functie {\displaystyle f} is een meromorfe functie op het complexe vlak waarvoor twee complexe getallen {\displaystyle \omega _{1}} en {\displaystyle \omega _{2}} bestaan die geen reëel veelvoud van elkaar zijn, {\displaystyle \omega _{1}/\omega _{2}\notin \mathbb {R} }, en zodat voor alle {\displaystyle z\in \mathbb {C} } geldt:
{\displaystyle f(z+\omega _{1})=f(z)\ } en {\displaystyle \ f(z+\omega _{2})=f(z)}
Bijgevolg is ook voor elk getal {\displaystyle z\in \mathbb {C} } en alle {\displaystyle m,n\in \mathbb {Z} }:
{\displaystyle f(z+m\,\omega _{1}+n\,\omega _{2})=f(z)}

## Eigenschappen en voorbeelden
- Het kan niet anders dan dat de enige elliptische functies, die ook holomorf zijn, constant zijn. Dit volgt onmiddellijk uit de stelling van Liouville. De enige interessante elliptische functies zijn dus die met polen.
- De ℘-functie van Weierstrass van een gegeven rooster {\displaystyle L} is een van de bekendste elliptische functies. De ℘-functie genereert samen met de afgeleide {\displaystyle \wp '} ervan het lichaam/veld van de elliptische functies op {\displaystyle L}.